# Fritz Stückrath
Fritz Stückrath (* 2. Mai 1902 in Hamburg; † 7. Januar 1974 in Hamburg) war ein deutscher Erziehungswissenschaftler und Psychologe.
Nach dem Besuch der Volksschule und des Lehrerseminars bis 1923 bestand er 1926 die 2. Lehrerprüfung. Darauf studierte er Erziehungswissenschaft, Psychologie und Mathematik und promovierte 1929 zum Dr. phil. Er wurde Assistent am erziehungswissenschaftlichen Seminar der Universität Hamburg. Im November 1933 unterzeichnete er das Bekenntnis der deutschen Professoren zu Adolf Hitler. Ab 1936 wirkte er als Dozent an der Hochschule für Lehrerbildung. Im Zweiten Weltkrieg diente er von 1939 bis 1945 und geriet in Gefangenschaft.
Nach seiner Rückkehr lehrte er 1946–1947 als Dozent und später Professor an der Pädagogischen Hochschule Kiel, ab 1948 als Studienleiter am Pädagogischen Institut der Universität Hamburg, an der er auch einen Lehrauftrag für Pädagogische Psychologie übernahm.
Stückrath hat sich vor allem als Kinderpsychologe einen Namen gemacht.

## Schriften
- Das geometrische Erleben des Kindes in seinem Werkschaffen, Hamburg 1930.
- Kind und Raum, München, 3. Aufl. 1968.